# 羊牯乡
羊牯乡是中国福建省龙岩市长汀县下辖的一个乡。

## 概述
长汀县辖乡。1949年设羊牯乡，1958年属赤男公社，1984年改羊牯村，1994年复置羊牯乡。位于县境南缘，距县城82公里。面积81平方公里，人口1万。通公路。辖羊牯、对畔、吉坑、白头、官坑、百坪、百丈、罗坑头、余家地、周家地10个村委会。

## 行政区划
羊牯乡共辖10个行政村，分别是：
羊牯村、对畔村、白头村、吉坑村、罗坑头村、官坑村、周家地村、余家地村、百坪村、百丈村。